# 花柳寿楽 (3代目)
3代目花柳 寿楽（3だいめ はなやぎ じゅらく、1967年（昭和42年）3月12日 - ）は、花柳流の日本舞踊家・俳優。本名は青山典裕。旧芸名：青山裕一、花柳典裕。

## 来歴
学習院大学経済学部卒。蜷川幸雄と知り合ったのをきっかけに、『にごり江』を皮切りに俳優活動を開始。1990年に3代目花柳錦之輔を襲名の後、2009年、3代目花柳寿楽を襲名。2012年、第1回花柳寿楽舞踊會において 三代目花柳寿輔の代表作である『夢殿』を、本来の形である二代家元の振付で復活させ、その成果により芸術選奨文部科学大臣賞舞踊部門受賞。2024年、紫綬褒章受章。
二代目花柳錦之輔の子。祖父は2代目花柳壽楽、弟は花柳典幸、叔父は俳優の青山良彦。親戚には花柳流宗家家元3世花柳壽輔、十五代目片岡仁左衛門、などがいる。
NHK「大河ドラマ」では順に、「大名」「征夷大将軍」「天皇」「公家」「商人」を演じている。所属事務所はオフィス天童。

## 出演作

### 映画
- ひとひらの雪（1985年）
- 利休（1989年）高山右近役
- 忠臣蔵外伝 四谷怪談（1994年）岡野金右衛門役
- 梟の城（1999年） - 石田三成役
- スパイ・ゾルゲ（2003年）昭和天皇役

### テレビドラマ
- 大河ドラマ（NHK）
  - 武田信玄 第26回 - 第44回（1988年7月3日 - 11月6日） - 北条氏政 役
  - 信長 KING OF ZIPANGU 第24回 - 第35回（1992年6月14日 - 9月6日） - 足利義昭 役
  - 徳川慶喜 第5回 - 第42回（1998年2月1日 - 10月25日） - 孝明天皇 役
  - 平清盛 第49回（2012年12月16日） - 藤原俊成 役（所作指導も担当）
  - 麒麟がくる 最終回（2021年2月7日） - 島井宗室 役（所作指導も担当）
  - べらぼう〜蔦重栄華乃夢噺〜 第2回（2025年1月12日） - 瀬川菊之丞 役（所作指導も担当）[5]
- 水戸黄門（TBS / C.A.L）
  - 第19部 第2話「老公狙う大爆破 -岩城-」（1989年10月2日）- 内藤義孝役
  - 第28部 第9話「関所を破る男装の密使 -新居-」（2000年5月8日）- 青山数正役
  - 第29部  - 甲府藩主・徳川綱豊役
    - 第1話「将軍が最も恐れた男 -江戸-」（2001年4月2日）
    - 第5話「波瀾万丈の旅立ち -甲府-」（2001年4月30日）
- 柳生武芸帳 柳生十兵衛五十人斬り（1990年、日本テレビ） - 徳川家光役
- 柳生十兵衛・決闘！花の吉原（1991年、TBS）- 木村助九郎役
- 忠臣蔵 風の巻・雲の巻（1991年、フジテレビ）- 浅野大学役
- 暴れん坊将軍シリーズ（テレビ朝日 / 東映）
  - 暴れん坊将軍IV 第44話「天下一の夢を売る男」（1992年） - 村井秀太郎役
  - 暴れん坊将軍VI 第14話「伊賀者一代血の詫び状」（1995年） - 土屋兵馬役
- 銭形平次（フジテレビ）
  - 第2シリーズ 第3話「家元の死」（1992年） - 太郎吉 役
  - 第6シリーズ 第4話「血文字の謎」（1997年） - 天野宗歩 役
- 藏（1995年） - 篠山征義 役
- 阿部一族（1995年、フジテレビ） - 細川光尚 役
- 編笠十兵衛（1997年、テレビ東京）- 笠原長右衛門役
- 輪違屋糸里（2007年、TBS） - 松平容保 役

### 舞台
- にごり江
- テンペスト
- 女たちの忠臣蔵
- 孤愁の岸
- 十六夜心中
- 幡随院長兵衛
- 感動するRO-DO-KU 生きるよろこび (2010年) 朗読　佐藤輝構成 小林裕演出 山形県庄内町響ホール
- 感動するRO-DO-KU LIVE 生きるよろこび (2018年) -太宰治「清貧譚」作者 朗読 佐藤輝構成演出 神楽坂TheGLEE

### 舞踊公演
- 創作舞踊劇場公演
- 高野聖
- 今いざやかぶかん
- カルメン
- 火の鳥
- 陰陽師
- 日本舞踊協会公演、華扇会、花柳壽楽舞踊会、錦之輔・典幸勉強会

### 受賞歴
- 舞踊批評家協会新人賞
- 第59回文化庁芸術祭新人賞
- 第27回松尾芸能賞舞踊新人賞
- 花柳壽応賞新人賞
- 芸術選奨文部科学大臣賞
- 日本芸術院賞
- 紫綬褒章[6]

## 振付作品
- 歌舞伎公演
  - 二人椀久
  - 団子売
  - 土蜘
  - 吉田屋

- 蜷川幸雄作品
  - 近松心中物語
  - テンペスト
  - 王女メディア
  - 天保十二年のシェイクスピア
  - 身毒丸
  - たいこどんどん
  - ペリクリーズ
  - 唐版 滝の白糸 2013年10月シアターコクーン ほか
- 宝塚作品
  - あさきゆめみし
  - 永遠物語
  - JIN-仁-
  - 壬生義士伝
  - 桜華に舞え
- TVドラマ
  - NHK大河ドラマ平清盛 (2012年)  - 所作指導
  - NHK大河ドラマ麒麟がくる (2020年)  - 所作指導
  - ぴんとこな (2013年)TBS 7月−9月期 - 振付・所作指導
  - 連続テレビ小説あまちゃん (2013年上半期)  - 所作指導
  - NHK大河ドラマどうする家康（2023）-所作指導
  - NHK大河ドラマ光る君へ（2024）-所作指導
- その他
  - 新橋演舞場 オセロー
  - 滝沢演舞城
  - OSK春のおどり、秋のおどり
  - 松竹、東宝商業演劇
  - endless  SHOCK

## その他の出演
- BSマンガ夜話『うしおととら』（2001年2月27日 NHK BS2） - ゲスト出演